# 十一號里維爾賴斯科夫鎮區 (北卡羅萊納州麥迪遜縣)
十一號里維爾賴斯科夫鎮區（英語：Township 11, Revere Rice Cove）是位於美國北卡羅萊納州麥迪遜縣的一個鎮區。

## 地方資料
十一號里維爾賴斯科夫鎮區的面積為33.41平方千米，皆為陸地。根據2020年美國人口普查的數據，當地共有人口244人，而人口密度為每平方千米7.3人。